# Oud-Griekse magie
De oud-Griekse magie is het geheel van magische praktijken en bijbehorende ideeën van de oude Grieken. Die hebben hun wortels in prehistorische en pre-Griekse tijden, en ze bewegen zich steeds tussen wetenschap en religie in. Magie was bij de Grieken algemeen bekend, kende diverse vormen en toepassingen, maar werd vaak tevens als obscuur en verkeerd beschouwd.

## Oorsprong
Net als de godsdienst was ook Griekse magie het resultaat van assimilatie en syncretisme, en stamt uit prehistorische tijden. Invloeden en tradities uit de kopertijd en bronstijd zouden het taboe verklaren op het gebruik van ijzeren messen bij rituelen. Dat tovenaressen als Circe en Medea negatief werden voorgesteld en magiërs met een schuin oog werden aangekeken, kan verklaard worden uit de conflicten die ontstaan bij het botsen en gestaag versmelten van twee culturen. Dat zou bijvoorbeeld betekenen dat Medea's kennis van magische ingrediënten teruggaat op pre-Helleense priestertraining, of het gaat om een pre-Griekse godin. Daar komt bij dat de Grieken de oorsprong van magie en heksen buiten Griekenland legden. Zij zou haar oorsprong hebben in het oude Perzië en aldaar zijn uitgevonden door Zoroaster. Het Griekse woord voor 'magiër', magos, is dan ook van Perzische afkomst. Heksen zouden afkomstig zijn uit Thessalië of kustgebieden langs de Zwarte Zee, toentertijd het einde van de beschaafde wereld.

## Beschrijving
Zoals men later ook in middeleeuwse magische recepten zal zien, rekent men reeds in de klassieke oudheid in de eerste plaats magische kruiden tot het repertoire van heksen, samen met toverspreuken (Latijn: carmina) en in mindere mate stenen. Soms tevens allerlei menselijke en dierlijke materialen, zoals vers bloed, een tong of botten. Het benutten van dergelijke organische materialen is niet vreemd, aangezien sommige dieren in de oudheid bepaalde bijzondere eigenschappen toegedicht kregen. Zo baseert Plinius de Oudere zich op veel en op oudere bronnen bij zijn Naturalis historia, waarin hij het wonderbaarlijke vermogen van urine van de lynx beschrijft.
Magie kende men in verschillende vormen en wordt al in een vroeg stadium in de Griekse literatuur beschreven. Zo kende men het dodenorakel, verbonden aan de algemeen verbreide overtuiging dat de doden als schimmen voortleefden en de toekomst konden voorspellen, zoals voorkomt in Homerus' Odyssee. Veelvoorkomend is de zogeheten bindingsspreuk (Latijn: defixiones), die een godheid aanriepen voor een bepaalde persoon. Vaak werden bindingsspreuken gebruikt in noodgevallen, bijvoorbeeld voor het winnen van een wedstrijd of rechtszaak, bij ambachtsconcurrentie of een vete. Ook kende magie een agrarische dimensie: spreuken konden ingezet worden om oogst en gewassen van een veld naar een ander te verplaatsen. Verder kende men nog liefdesmagie en magie in de vorm van genezingsrituelen. Gedurende de Romeinse keizertijd werden bepaalde rituelen binnen de waarzeggerij ook geassocieerd met magie. De Grieken kenden de vormen van voorspelling onder de term mantike.
Een god of bovennatuurlijk wezen wordt door middel van gebeden of spreuken gevraagd om tussenbeide te komen ten behoeve van de persoon die het gebed uit. Een theoretisch verschil is voor sommigen echter zijn dat een gebed van een gelovige gericht is aan een godheid met een onafhankelijke wil (die al dan niet het verzoek kan inwilligen), terwijl dit bij magie anders is. Een dergelijk onderscheid treft men bijvoorbeeld bij de Romein Lucanus (eerste eeuw) aan.

## Verbod
In de Codex Theodosianus, vele wetteksten verzameld door een commissie in opdracht van Theodosius II (401-450), werd het raadplegen van een magiër verboden en kregen magiebeoefenaars de doodstraf opgelegd. Keizer Augustus (63 v.Chr. - 14 n.Chr.) toonde een dubbele houding ten aanzien van magie. Hij liet enerzijds grote hoeveelheden toverboeken verbranden, anderzijds was hij tevreden over de voorspellingen van zijn eigen magiërs. Keizer Claudius liet de magiërs verbannen, tenzij ze op het keizerlijk hof bleven. De reden voor het vijandig beleid is dat magische teksten (potentieel) crimineel of staatsgevaarlijk waren. Paradoxaal genoeg was er in met name de eerste eeuw na Christus een duidelijke markt voor magie, zoals blijkt uit het werk van Tacitus, Seneca (de tragedies Medea en Oedipus) en Lucanus (Pharsalia). Dat neemt evenwel niet weg dat in veel gevallen er een bepaalde vorm van magie als 'verkeerd' tegenover een bepaalde vorm van magie als 'juist' geplaatst wordt. Zo beschouwt Lucanus in zijn Pharsalia het dodenorakel en 'gerommel' met geesten en lijken als misdadig, terwijl erkende vormen van waarzeggerij en orakels zoals het befaamde Orakel van Delphi dat duidelijk niet zijn. Het verschil zit hem erin dat bij laatstgenoemden de goden niet gedwongen worden, maar nederig verzocht worden, terwijl 'hekserij' de goden verplicht tot particuliere eisen.

## Filosofie - religie - magie
Belangrijk voor de latere ontwikkeling van magie in het westen is het feit dat magie vanaf de tweede eeuw mengt met filosofie, terwijl filosofie weer richting religie beweegt en andersom. Dat is te zien bij het hermetisme, neopythagorisme en neoplatonisme, bijvoorbeeld onder invloed van Plotinus (204/5-270) en Jamblichus (ca. 250 - ca. 330). Hun neoplatonische kosmologie (waarin de kosmos werd voorgesteld als één groot harmonieus verbonden geheel) werd daarbij verbonden met uitgewerkte rituelen om goden aan te roepen en in te zetten om de eigen magische krachten te vergroten. Dit noemt men theürgie, waarvan de vroegste bron de Chaldeïsche Orakelen zijn (tweede eeuw). Tegelijkertijd groeide echter ook de associatie van magie met demonische krachten. Kerkvaders zoals Augustinus (354-430) hadden vanzelfsprekend moeite met theürgie, maar werden toch geïnspireerd door het neoplatonische gedachtegoed.

## Teksten
Verwijzingen naar magie kunnen verder nog gevonden worden in De Staat van Plato (364) over de Ring van Gyges, De gouden ezel van Apuleius en de De vitae caesarum van Suetonius (Augustus 31.1). Een van de Idyllen van Theokritos (eerste helft derde eeuw v.Chr.) staat ook geheel in het teken van magie: het betreft liefdesmagie, ingezet door een wanhopige Simaitha om een man die zij bemint, Dalfis, voor zich te winnen. Daarbij wordt een beschrijving van magische ingrediënten en handelingen gegeven.